# Delonix elata
Delonix elata là một loài thực vật có hoa trong họ Đậu. Loài này được (L.) Gamble miêu tả khoa học đầu tiên.